# Тереховка (Гусевское сельское поселение)
Тереховка — опустевшая деревня в Оленинском муниципальном округе Тверской области.

## География
Находится в юго-западной части Тверской области на расстоянии менее 2 км на восток от административного центра округа поселка Оленино.

## История
В 1859 году здесь (тогда деревня Ржевского уезда) было учтено 10 дворов, в 1941 году — 13 в Малой Тереховке и 32 в Большой Тереховке. Позднее деревня стала снова единой. До 2019 года входила в состав ныне упразднённого Гусевского сельского поселения. По состоянию на 2020 год опустела.

## Население
Численность населения: 81 человек (1859 год), 0 как в 2002 году, так и в 2010.